# Klostergasse (Leipzig)
Die Klostergasse ist eine Anliegerstraße in der Leipziger Innenstadt. Ihr Name rührt von dem bis zur Reformation in diesem Bereich befindlichen Thomaskloster her. Ein Benennungstermin existiert nicht.

## Verlauf
Die nur 108 Meter lange und etwa 9 Meter breite Straße verläuft in Nord-Süd-Richtung und verbindet das Barfußgäßchen im Norden mit dem Thomaskirchhof / Ecke Thomasgasse im Süden. Etwa in der Mitte knickt sie, den Seitenteilen der Fassade des Gebäudes Altes Kloster folgend, um etwa acht Grad ab. Sie ist als Fußgängerzone mit erlaubtem Lieferverkehr festgelegt.
Von der Klostergasse zweigen nach Osten die Handwerkerpassage und die Passage der Marktgalerie ab. Die gastronomischen Einrichtungen der Klostergasse, die zu der Kneipenmeile Drallewatsch zählt, betreiben im Sommer zahlreiche Freisitze.

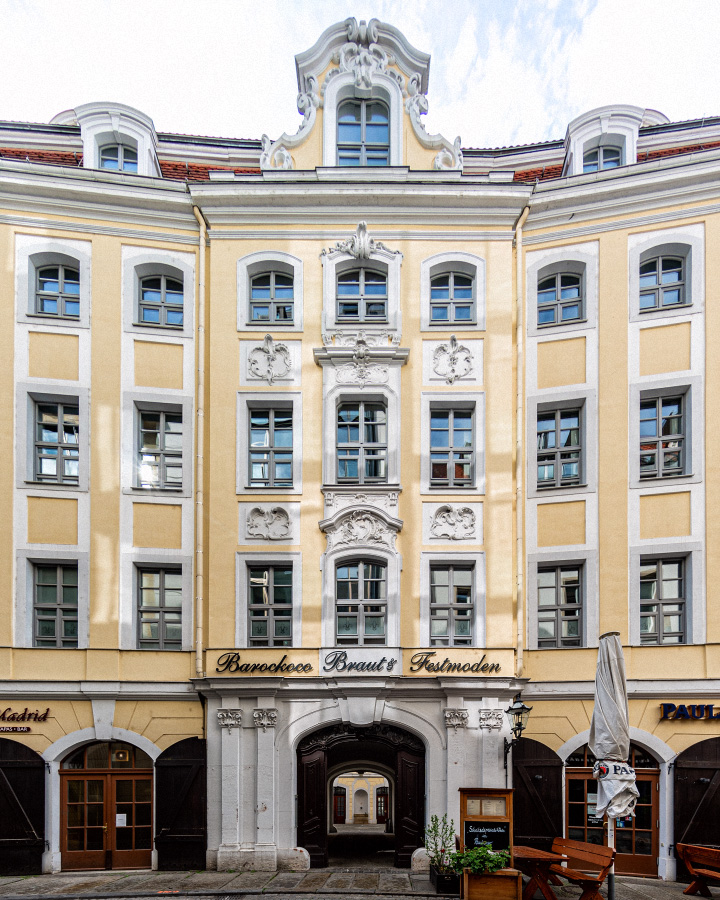
Altes Kloster, Haus Nr. 5 (2024)
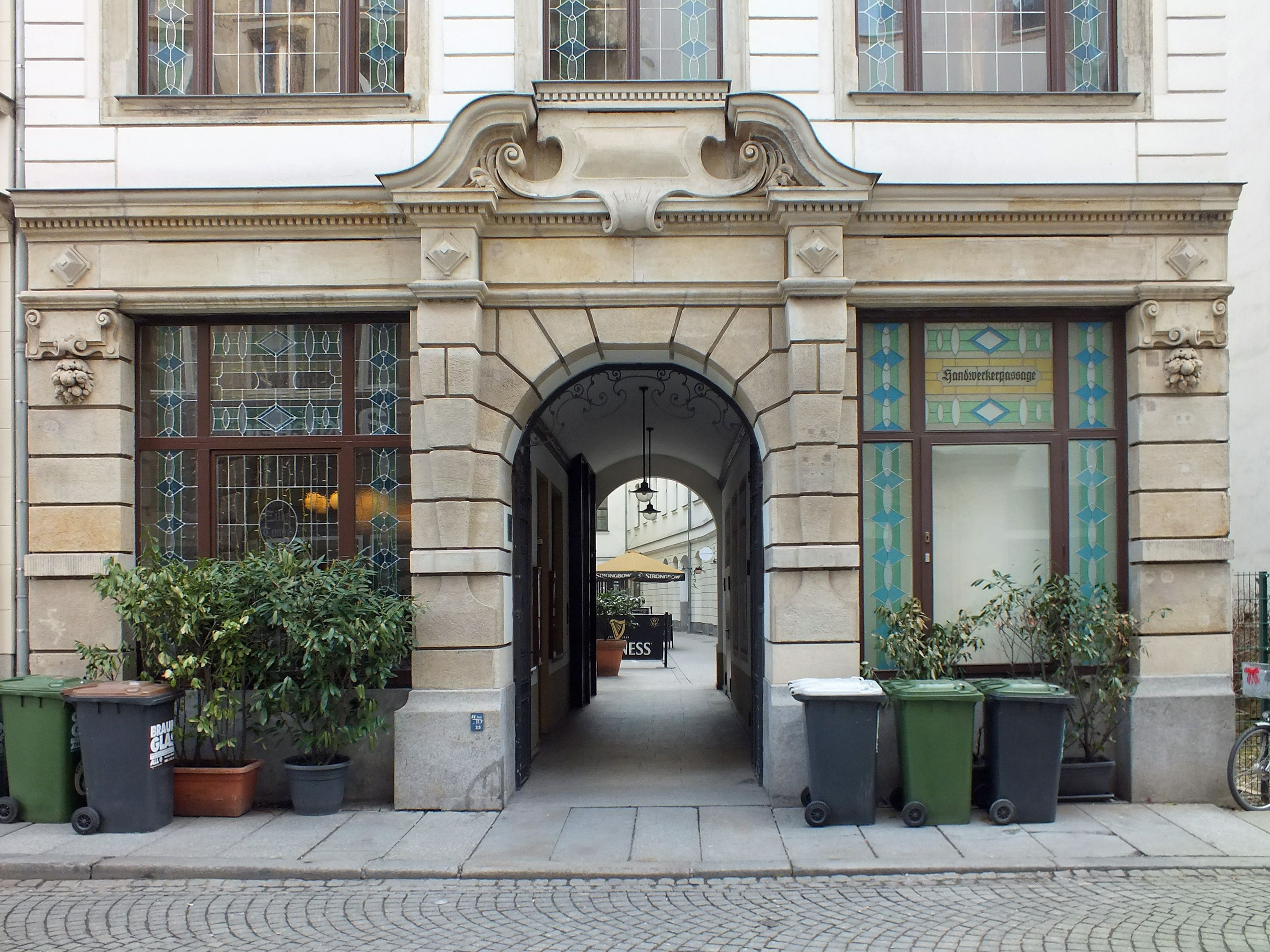
Haus Nr. 16, Eingang Handwerkerpassage (2018)
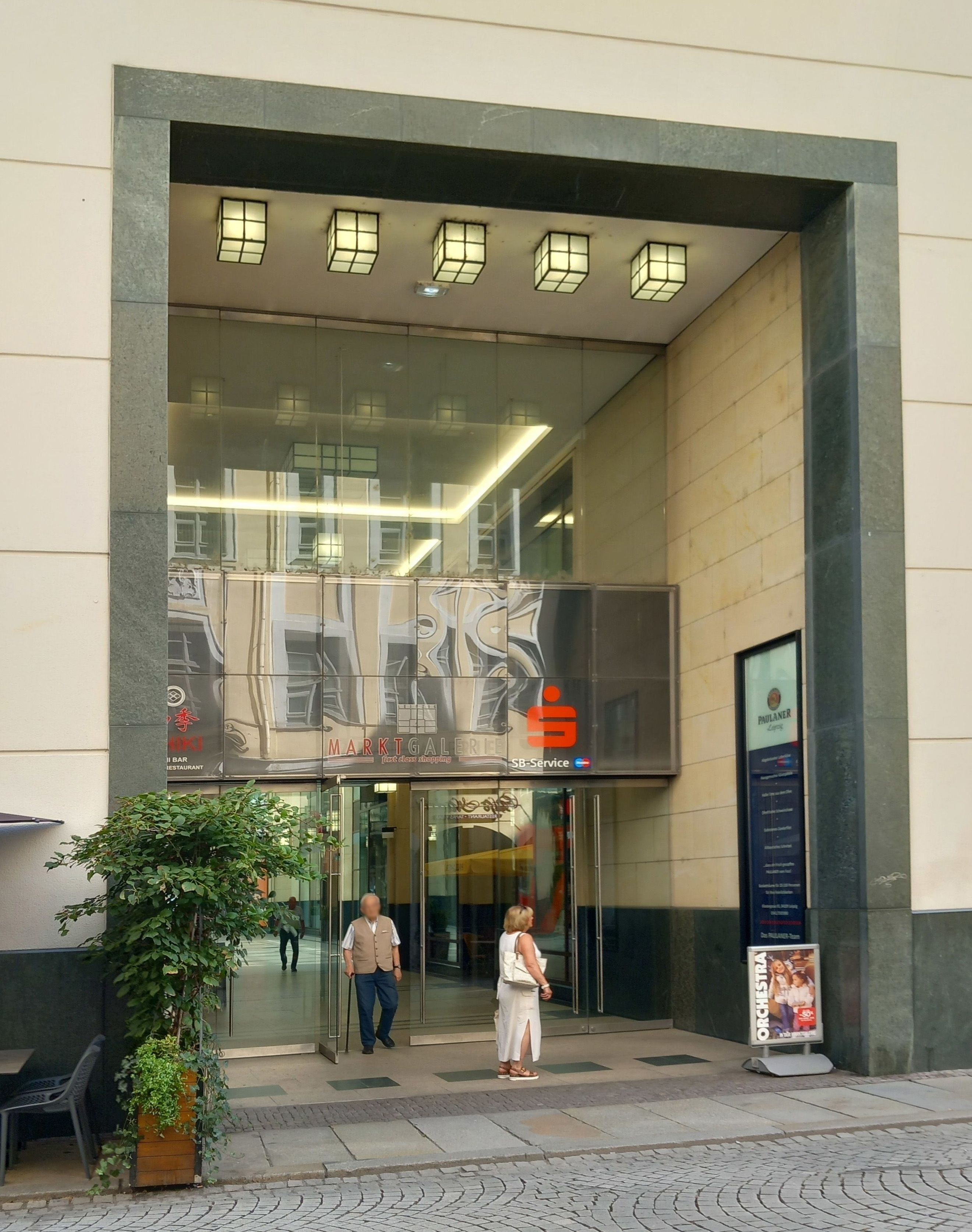
Eingang Marktgalerie (2024)

## Geschichte
Nach der Säkularisation des Thomasklosters kaufte die Stadt Leipzig den Grundbesitz vom sächsischen Hofe und veräußerte den Baugrund an Privatpersonen. Hauptakteure waren dabei Heinrich Scherl (1475–1548) und sein Stiefbruder Georg († 1558). Heinrich Scherl ließ an der Ecke Thomaskirchhof / Klostergasse das spätere Amtshaus errichten, in welchem von 1712 bis 1839 auch das Postamt untergebracht war. 1902–1904 wurde das Amtshaus durch das Kaufhaus Ebert, die heutige Commerzbank, ersetzt. Diese zählt zum Thomaskirchhof, sodass die Klostergasse Nr. 1 fehlt. Georg Scherl baute weiter nördlich.
Auf dem Grundstück Nr. 3 errichtete die Leipziger Bank in den Jahren 1863 bis 1865 ein Gebäude im Stil der Frührenaissance, das 1920 die Münchner Paulanerbrauerei übernahm und ein Wirtshaus einrichtete. Das Haus Nr. 5, auch Altes Kloster genannt, ist ein Gebäude im Stil des Spätbarock, das der Kaufmann Gottlieb Beck 1705 anstelle eines der Scherlschen Häuser errichten ließ. Ende des 20. Jahrhunderts war das Haus wie sein Nachbargebäude stark baufällig. Beide Gebäude wurden in den Jahren 1991/1992 gemeinsam saniert und führen seitdem die Bezeichnung Paulaner-Palais.
Neben einem kleinen Wohnhaus (Nr. 7) stand ab etwa 1720 das viergeschossige Schellhafersche Haus (Nr. 9), in dessen Saal unter anderem Johann Sebastian Bach (1685–1750) musizierte und das von 1767 bis 1909 als Hotel de Saxe fungierte, in welchem unter anderen Johann Wolfgang von Goethe (1749–1832), Napoleon Bonaparte (1769–1821) und Frédéric Chopin (1810–1849) logierten. Nach dem Zweiten Weltkrieg betrieb Kurt Engewald hier seine Kunst- und Buchhandlung. 1968 wurde das Gebäude wegen Baufälligkeit abgerissen. An gleicher Stelle entstand von 1976 bis 1978 ein Neubau, in den das im Krieg zerstörte Grundstück Nr. 7 einbezogen wurde. Eine unvollständige Kopie des ursprünglichen Barockportals wurde nachträglich in den Neubau eingefügt.

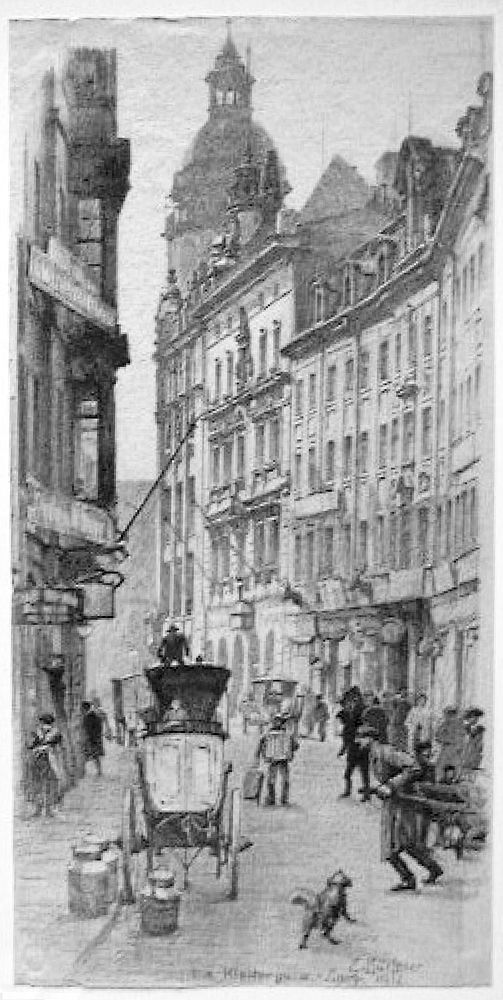
Klostergasse 1–5 (1912)
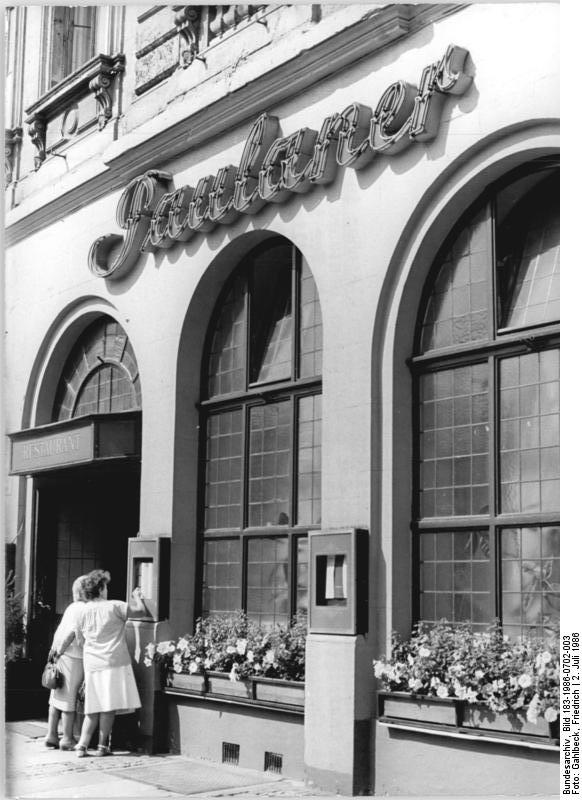
Gaststätte Paulaner in Haus Nr. 3 (1986)
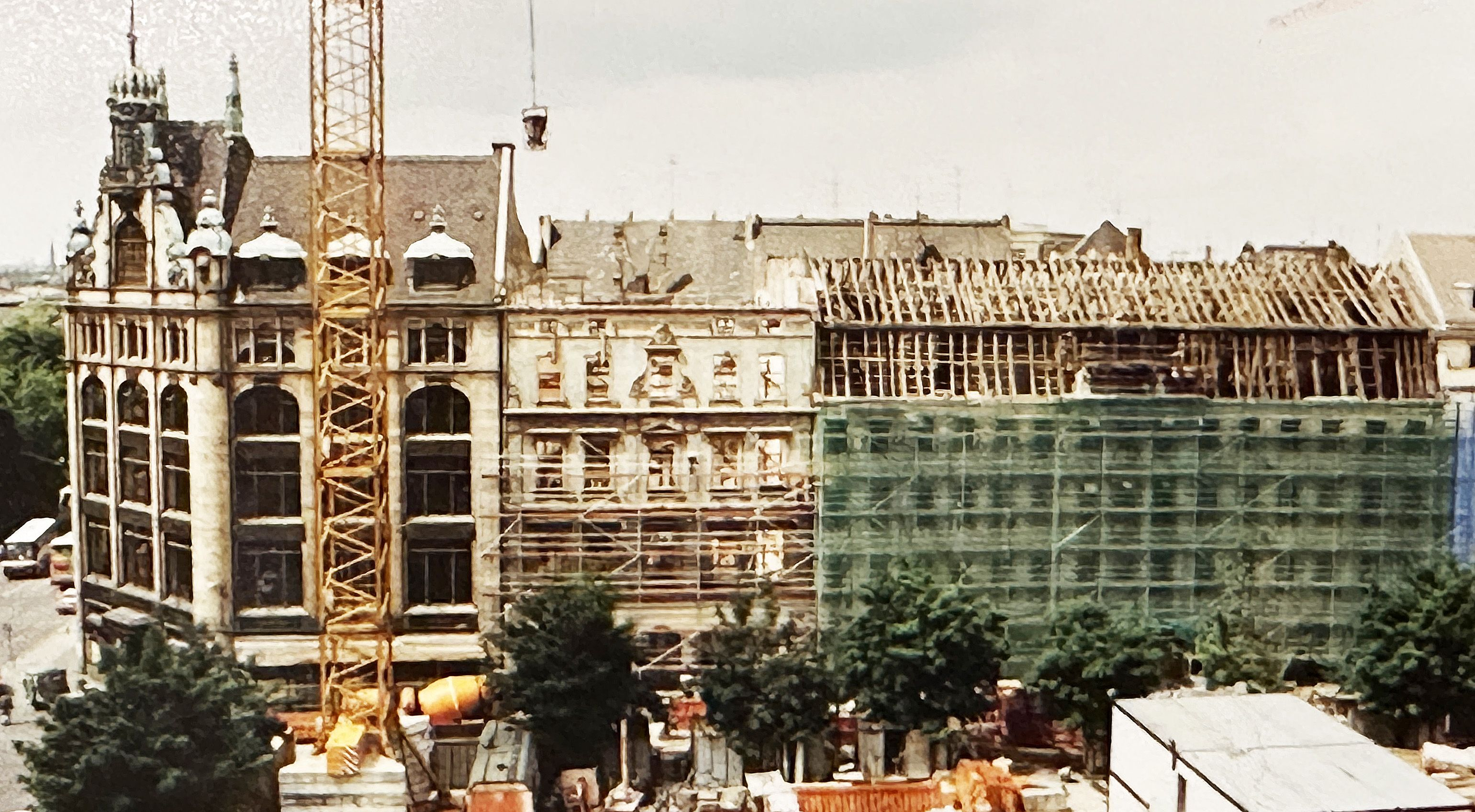
Sanierung Pauliner-Palais (1991)
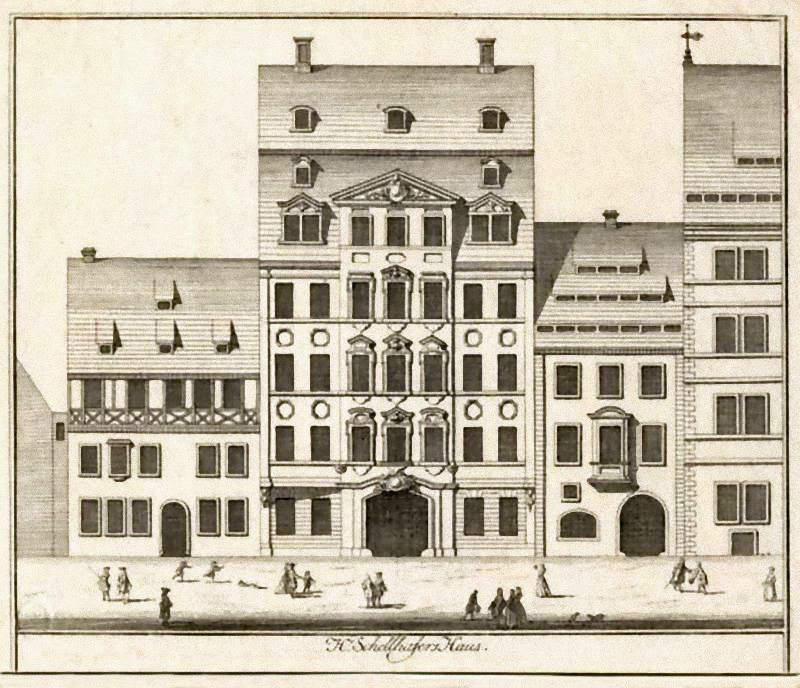
Schellhaferhaus (um 1750)
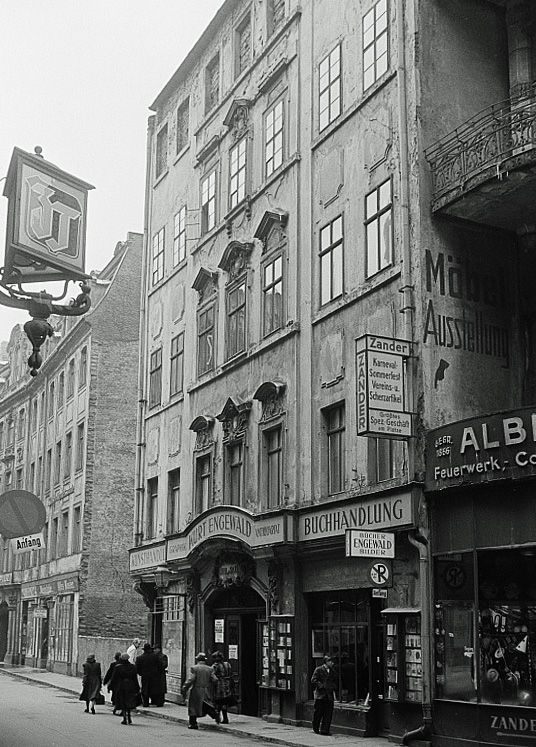
Klostergasse 9 (1952)
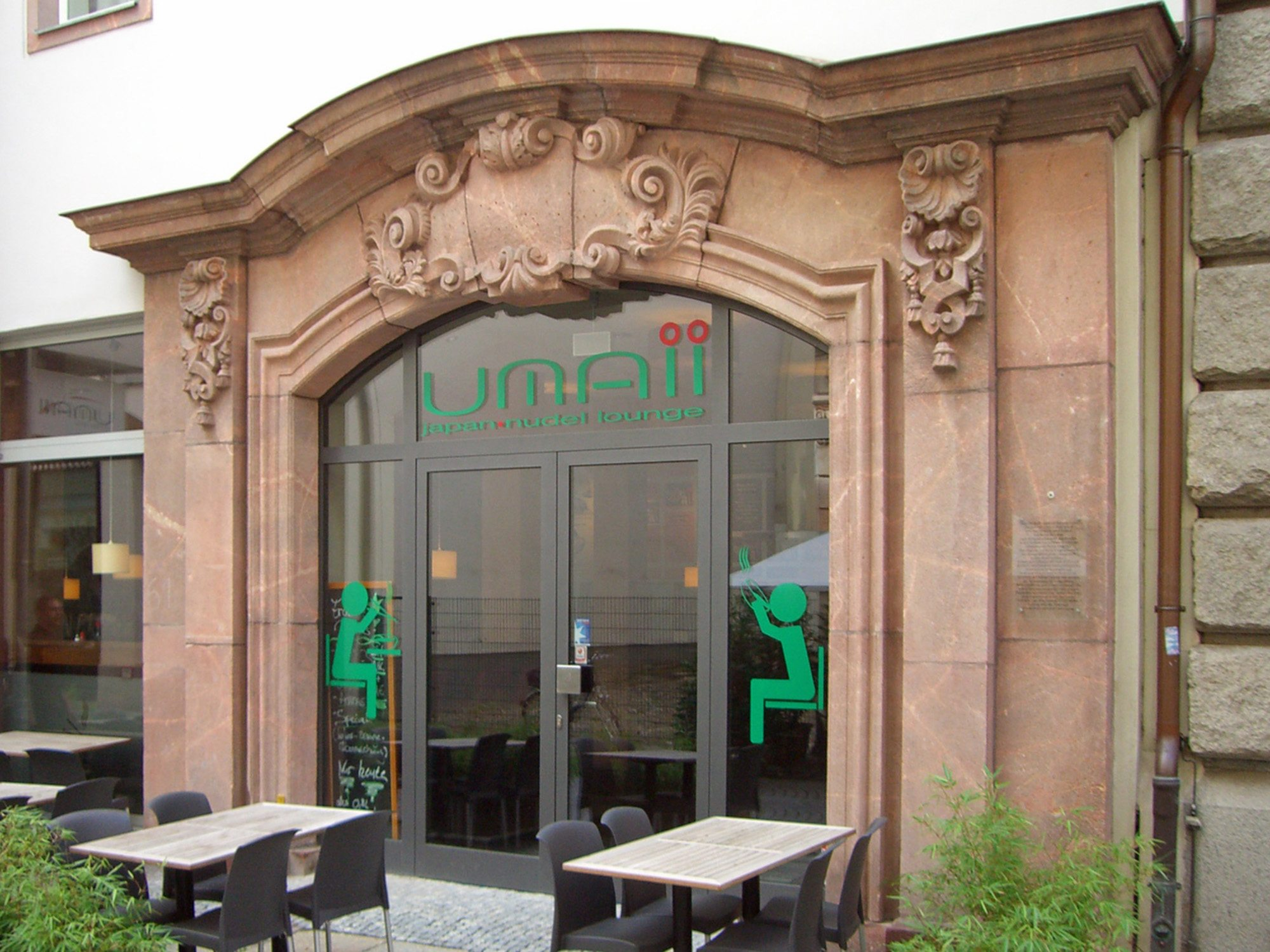
Nachbau-Portal an Nr. 9 (2011)

Die gegenüberliegende Straßenecke nimmt die Gaststätte Zills Tunnel (Nr. 18) ein, deren Hauptadresse Barfußgäßchen 9 ist. Das benachbarte Wohn- und Geschäftshaus Nr. 16 von 1846 mit dem Zugang zur Handwerkerpassage wird hauptsächlich von Zills Tunnel genutzt.
Die restlichen Gebäude dieser Seite der Klostergasse wurden im Zweiten Weltkrieg zerstört. Dazu gehörten die rückwärtigen Gebäude der am Markt gelegenen ehemaligen Durchgangshöfe Aeckerleins Hof und Stieglitzens Hof. Das ehemalige Eckhaus Hotel Stadt Berlin war bereits 1894 der Verbreiterung des Thomasgäßchens zum Opfer gefallen.  Während von 1963 bis 1965 am Markt das Messeamt am Markt entstand, blieb die Rückseite unbebaut und wurde als Parkplatz genutzt. Längs der Klostergasse standen Bäume (siehe Bild Sanierung Pauliner-Palais). Erst von 2002 bis 2005 erfolgte mit der Marktgalerie eine vollständige Bebauung des Areals.